# Rocchio

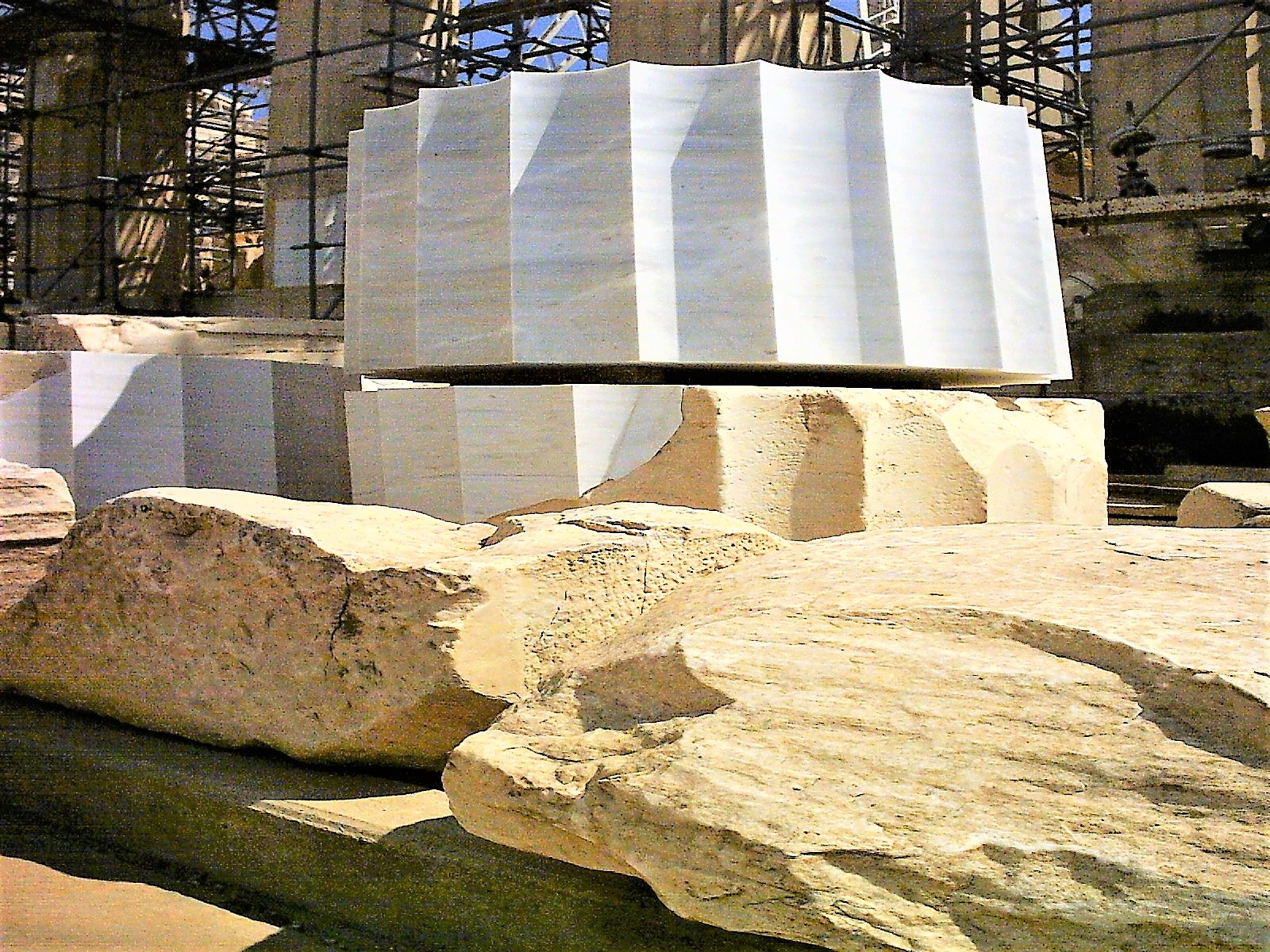
Rocchi dei fusti del Partenone (elementi originali e completamenti in marmo del restauro moderno), con scanalature doriche.

Un rocchio (anche detto tamburo di colonna) è ciascuno dei blocchi di pietra, a forma cilindrica, che possono comporre il fusto di una colonna. Nell'architettura greca i fusti erano quasi sempre costituiti da rocchi sovrapposti, mentre nell'architettura romana erano frequenti anche i fusti monolitici, scolpiti cioè in un unico blocco di marmo.
Per assicurare la stabilità del fusto, i rocchi, sovrapposti l'uno all'altro, erano tenuti uniti da perni metallici inseriti in fori centrali, o in gruppi di tre fori a triangolo, praticati nelle superfici di appoggio dei rocchi, e fissati con colate di piombo fuso. Dopo che il fusto era stato costruito venivano eseguite le lavorazioni della superficie, e in particolare le scanalature.

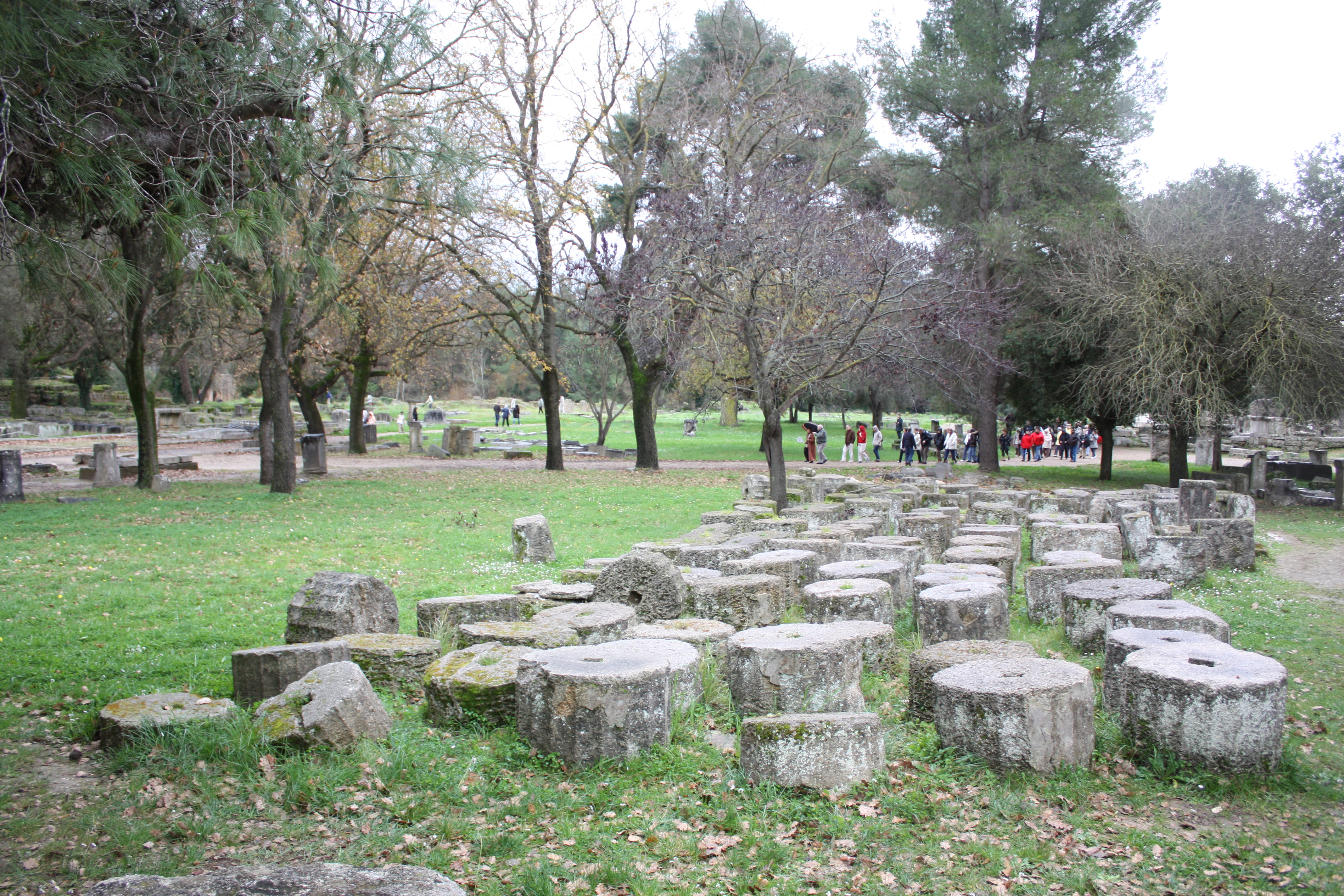
Rocchi di colonna distribuiti al suolo a nord di Olimpia in Grecia vicino all'entrata dello stadio e al Metroon

## Rocchio in gastronomia
In Toscana ed in particolare in provincia di Arezzo, nel Lazio al nord di Roma e in Umbria
il rocchio è un termine,  dialettale per indicare la salsiccia.